# Velike Bloke
Velike Bloke (Duits: Großoblak; Italiaans: Blocche) is een plaats in Slovenië en maakt deel uit van de gemeente Bloke in de NUTS-3-regio Notranjskokraška. De plaats telde 230 inwoners op 1 januari 2020.